# Capurro (cognome)
Capurro è un cognome italiano.

## Varianti
Caporrini, Caporrino, Capurri

## Origine e diffusione
L'etimologia del cognome è da ricercare in una probabile caratteristica caratteriale dei capostipiti. Infatti dovrebbe derivare da un'arcaica forma dialettale di "testa dura", dunque "testardo", "ostinato".
Il maggior nucleo della principale variante è nel genovese, ma vi sono anche due nuclei minori: uno nel napoletano ed uno nel messinese.
La variante Capurri è presente nel piacentino ed in Abruzzo. Caporrini e Caporrino sono presenti rispettivamente in provincia di Roma e Caserta, il primo, e in provincia di Salerno e Palermo, il secondo.

## Persone
- Giovanni Capurro, poeta e cantautore italiano